# Otto Schwartz
Otto Schwartz född 1871 död 1940, tysk författare och dramatiker.
Han är författare till pjäsen Die Familie Hannemann. Den har spelats på svenska som "Tant Jutta från Kalkutta" (1933) men ligger också till grund för filmen "Släkten är värst" (1936).